# Corrado Barbagallo
Corrado Barbagallo (Sciacca, 1º dicembre 1877 – Torino, 16 aprile 1952) è stato uno storico italiano.

## Biografia
Dopo le scuole secondarie e il primo biennio di lettere frequentato nell'Università di Catania, continuò gli studi all'Università di Firenze, laureandosi nel 1899. Insegnò nel ginnasio di Potenza e poi in istituti tecnici di Milano e di Roma fino al 1926, ottenendo nel 1927 la cattedra di storia economica nell'Università di Catania, passando poi a Napoli e, dal 1º novembre 1947, all'Università di Torino, dove morì il 16 aprile 1952.
Nel 1917 fondò il periodico Nuova rivista storica che diresse fino alla sua morte. I suoi studi, rivolti inizialmente verso la storia antica - con la pubblicazione dei lavori sulla Grecia antica del 1905, sulla storia economica dell'antichità del 1907 e sull'imperatore Flavio Claudio Giuliano del 1912 -, si orientarono poi verso le tematiche relative alla storia politica ed economica dell'età moderna e contemporanea. A questo secondo periodo risalgono i lavori sui fattori scatenanti della prima guerra mondiale del 1923 e sulle origini della grande industria contemporanea del 1929. Pubblicò anche presso la casa editrice Utet di Torino una Storia universale in cinque volumi la cui prima edizione apparve negli anni 1931-1938 e che fu pubblicata in seconda edizione negli anni 1950-1954.

## Opere
- Pel materialismo storico, Roma, Ermanno Loescher & Co., 1899
- Una questione dantesca. Dante Alighieri, i Bianco-Ghibellini esuli e i Romena, Roma, Ermanno Loescher & Co., 1899
- Francesco Montefredini: di un obliato discepolo di F. De Sanctis, Firenze, Tipografia cooperativa, 1900
- La fine della Grecia antica, Bari, Laterza, 1905
- Contributo alla storia economica dell'antichità, Roma, Ermanno Loescher & Co., 1907
- Stato, scuola e politica in Roma repubblicana, Torino, Ermanno Loescher & Co., 1910
- Lo Stato e l'istruzione pubblica nell'impero romano, Catania, Battiato, 1911
- Giuliano l'Apostata, Genova, Formiggini, 1912 (collana «Profili» n. 18)
- Il materialismo storico, Milano, Federazione italiana Biblioteche Popolari, 1916
- Come si scatenò la guerra mondiale, Milano, Albrighi, Segati e c., 1923 (Biblioteca di Nuova Rivista Storica, 6)
- Il problema delle origini di Roma: da Vico a noi, Milano, Unitas, 1926
- L'oro e il fuoco. Capitale e lavoro attraverso i secoli, Milano, Corbaccio, 1927
- Le origini della grande industria contemporanea: 1750-1850. Saggio di storia economico-sociale, 2 voll., Venezia, La Nuova Italia, 1929-1930
- Storia Universale, Torino, Utet, 1931-1938; 1950-1954
- La conquista dell'impero: la guerra italo-etiopica (ottobre 1935-maggio 1936), Milano, Albrighi, Segati e c., 1937
- Attraverso i secoli, Milano, Corbaccio, 1939
- ‘’Due rivoluzioni: americana e francese’’, Milano, Garzanti, 1941
- La Russia comunista: 1917 - 1939, Napoli, Fiorentino, 1944
- Inghilterra ed India, Napoli, Macchiaroli, 1945
- Lettere a John: che cosa fu il fascismo, Napoli, Fiorentino, 1946
- La questione meridionale, Roma, U.E.S.I.S.A., 1946